# Statečný cínový vojáček

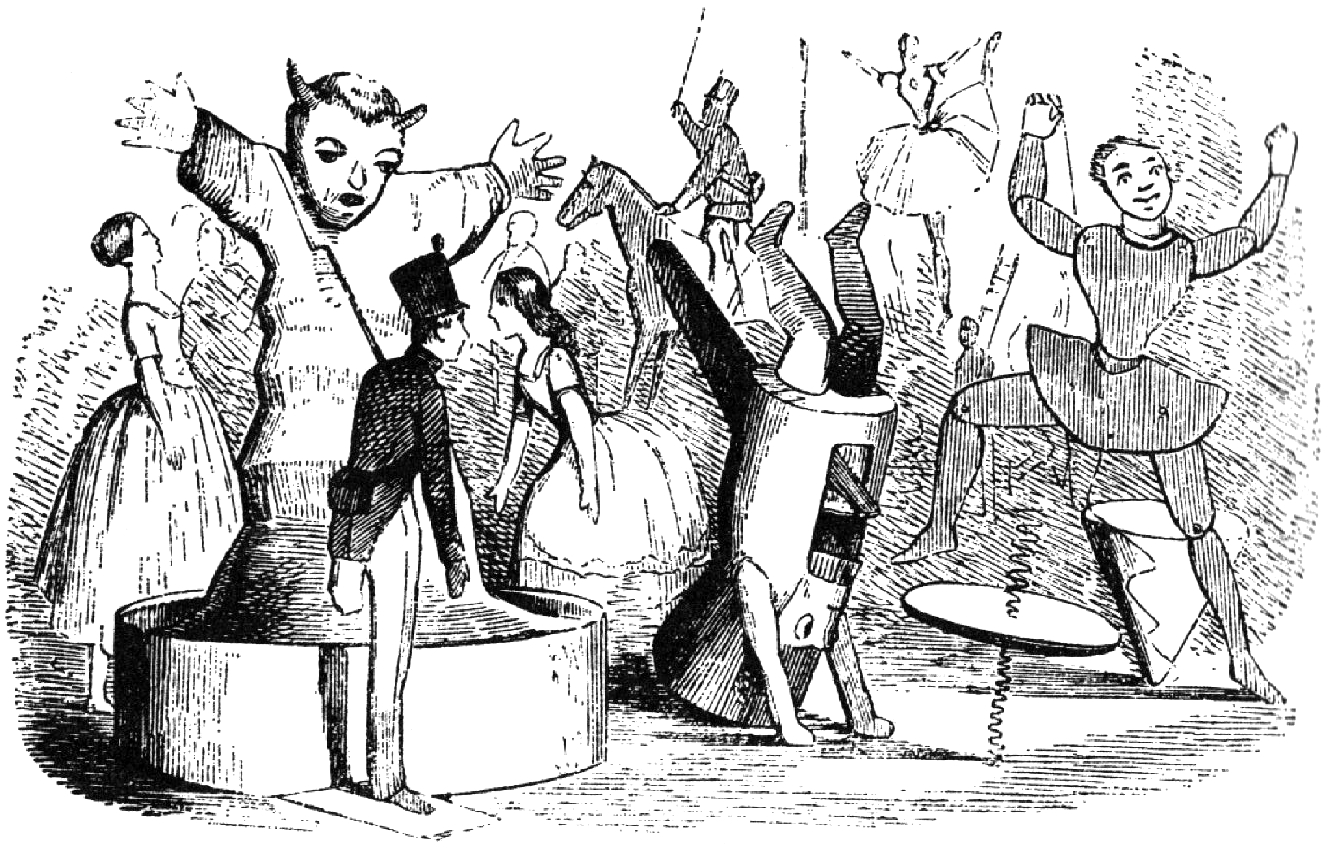
Ilustrace Wilhelma Pedersena.

Statečný cínový vojáček nebo také Cínový vojáček (dánsky Den standhaftige tinsoldat)) je pohádka Hanse Christiana Andersena. Příběh poprvé vyšel v Kodani 2. října 1838.

## Příběh
Chlapec dostane k narozeninám sadu 25 vojáčků a naaranžuje je na desku stolu. Jeden voják stojí na jedné noze, protože byl poslední z várky a nezbylo na něj dost cínu. Vojáček sleduje nedaleko stojící papírovou baletku, která také stojí jen na jedné noze, a zamiluje se do ní. Malý čaroděj vojáčka varuje, aby baletku nechal na pokoji, ale ten ho ignoruje. Dalšího dne vojáček spadne z parapetu a přistane na ulici. Dva chlapci ho najdou, umístí ho do papírové loďky a pošlou ho plout ve škarpě. Loď s vojáčkem skončí v kanále, kde hračku spolkne ryba. Ta je chycena a vykuchána a vojáček se nakonec znovu ocitne na stole nedaleko baletky. Chlapec, který vojáčka dostal k narozeninám, jej z nejasných důvodů hodí do ohně. Zavane vítr a ten do ohně přinese i baletku. Příštího dne služka v popelu najde kus cínu v podobě srdce.